# Радіссон (містечко, Вісконсин)
Радіссон (англ. Radisson) — місто (англ. town) в США, в окрузі Соєр штату Вісконсин. Населення — 445 осіб (2020).

## Демографія
Згідно з переписом 2010 року, у місті мешкало 405 осіб у 171 домогосподарстві у складі 109 родин. Було 392 помешкання
Расовий склад населення:
| - 81,5 % — білих - 8,1 % — корінних американців - 0,5 % — чорних або афроамериканців - 1,0 % — осіб інших рас |

До двох чи більше рас належало 8,9 %. Частка іспаномовних становила 2,2 % від усіх жителів.
За віковим діапазоном населення розподілялося таким чином: 19,3 % — особи молодші 18 років, 59,2 % — особи у віці 18—64 років, 21,5 % — особи у віці 65 років та старші. Медіана віку мешканця становила 48,8 року. На 100 осіб жіночої статі у місті припадало 117,7 чоловіків;  на 100 жінок у віці від 18 років та старших — 109,6 чоловіків також старших 18 років.
Середній дохід на одне домашнє господарство  становив 53 899 доларів США (медіана — 44 531), а середній дохід на одну сім'ю — 64 339 доларів (медіана — 49 038). Медіана доходів становила 48 375 доларів для чоловіків та 30 714 долари для жінок. За межею бідності перебувало 6,7 % осіб, у тому числі 0,0 % дітей у віці до 18 років та 9,4 % осіб у віці 65 років та старших.
Цивільне працевлаштоване населення становило 138 осіб. Основні галузі зайнятості: освіта, охорона здоров'я та соціальна допомога — 18,8 %, транспорт — 14,5 %, сільське господарство, лісництво, риболовля — 13,0 %, роздрібна торгівля — 12,3 %.